# Ałtaj Öskemen
FK Ałtaj Öskemen (kaz. Алтай Өскемен) – profesjonalny klub piłkarski z siedzibą w Ust-Kamienogorsku, działający od 2023 roku. Obecnie (2025) występuje w Byrynszy liga – drugiej klasie rozgrywkowej w Kazachstanie.

## Stadion
Mecze domowe klub rozgrywa na Wostok Stadium w Ust-Kamienogorsku, który ma miejsca dla 8500 widzów.

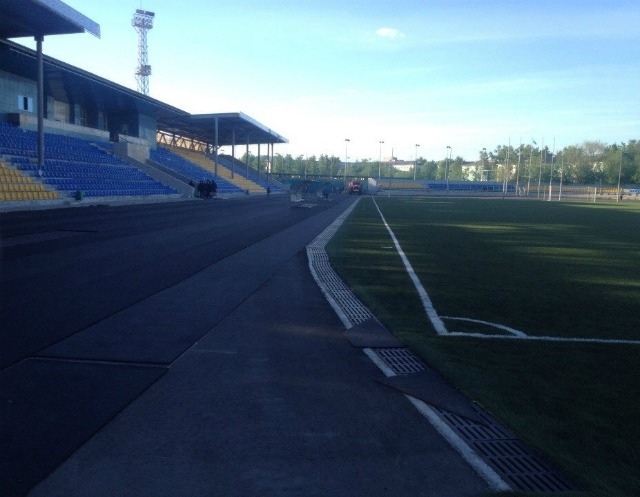
Stadion Ałtaju Öskemen

## Skład
Skład klubu liczy 28 zawodników o średniej wieku 22,8 lat, wszyscy zawodnicy mają obywatelstwo kazachstańskie
Stan na 21 czerwca 2025 roku
| Nr | Poz. | Piłkarz            |
| -- | ---- | ------------------ |
| 1  | BR   | Anuar Sapargalijew |
| 16 | BR   | Danił Poziemin     |
| 35 | BR   | Abyłchair Aliakbar |
| 19 | OB   | Matwiej Kowalow    |
| 66 | OB   | Wiaczesław Szakin  |
| 23 | OB   | Dosżan Kienżegułow |
| 88 | OB   | Siergiej Iwanow    |
| 6  | OB   | Timur Riedżepow    |
| 13 | OB   | Bakytżan Malikow   |
| 14 | OB   | Darchan Dastan     |
| 5  | PO   | Azamat Kałymbietow |
| 8  | PO   | Ałmas Sapargalijew |
| 22 | PO   | Asłan Dżanuzakow   |
| 24 | PO   | Bieksułtan Slotow  |

| Nr | Poz. | Piłkarz                         |
| -- | ---- | ------------------------------- |
| 37 | PO   | Roman Bragin                    |
| 11 | PO   | Ibragim Dadajew                 |
| 17 | PO   | Żannur Kukiejew                 |
| 20 | PO   | Supjan Masudow                  |
| 9  | PO   | Asyłbiek Siejtkalijew           |
| 77 | NA   | Sejf Popow                      |
| 7  | NA   | Gawrił Kan                      |
| 15 | NA   | Omar-Wasil Nurtajew             |
| 10 | NA   | Ädylet Omarbek                  |
| 82 | NA   | Älybi Muchit                    |
| 91 | NA   | Siergiej Chiżniczenko (kapitan) |
| 46 | NA   | Artiom Tietierin                |
| 52 | NA   | Junus Masudow                   |
| 79 | NA   | Ilja Łapszyn                    |